# Convenzione europea del paesaggio
La Convenzione europea del paesaggio, o Convenzione di Firenze, è un trattato internazionale promosso dal Consiglio d'Europa che promuove la protezione, gestione e pianificazione del paesaggio e promuove la cooperazione internazionale sulle politiche di paesaggio. La convenzione riguarda tutti i tipi di paesaggio (straordinari, quotidiani e degradati) e si applica all'intero territorio degli stati aderenti. La convenzione è stata adottata dal Comitato dei Ministri della Cultura e dell'Ambiente il 19 luglio 2000 ed ufficialmente sottoscritto nel Salone dei Cinquecento di Palazzo Vecchio a Firenze il 20 ottobre 2000.
A giugno 2022 40 Stati membri del Consiglio d’Europa hanno firmato e ratificato la Convenzione Europea del Paesaggio

## Storia
Durante gli anni '90, numerosi apporti internazionali hanno ampliato e modificato i concetti di paesaggio e di ambiente. In particolare, una progressione significativa è avvenuta nel 1992, con l'introduzione dei Paesaggi Culturali nei siti della Lista Patrimonio dell'Umanità - UNESCO, intesi come luoghi dove il lavoro combinato fra uomo e natura ne caratterizza la forma fisica e l'aspetto. A queste si associa l'attività della IUCN che, con la pubblicazione di "Parks for life: actions for protected areas in Europe", pone l'attenzione sulle aree a tutela ambientale e il ruolo che i paesaggi rurali potevano svolgere nella protezione della biodiversità, auspicando la redazione di una Convenzione europea per la protezione dei paesaggi rurali.
Nello stesso periodo, il Congresso dei poteri locali e regionali del Consiglio d'Europa, sulla base della Carta del Paesaggio Mediterraneo adottata a Siviglia nel 1994 dalla Regione Andalusia, (Spagna), dalla regione Languedoc – Roussillon (Francia) e dalla regione Toscana (Italia), propone la realizzazione di una convenzione per la protezione e gestione del paesaggio naturale e culturale dell'Europa. In seguito, venne attivato un gruppo di lavoro composto da membri del Congresso dei poteri locali e regionali (Cristiana Storelli, Pierre Hitier e François Paour) e con Riccardo Priore, funzionario del Consiglio d'Europa. A questo gruppo di lavoro sono stati aggiunti diversi esperti internazionali di paesaggio: Régis Ambroise, Michael Dower, Bengt Johansson, Yves Luginbuhl, Michel Prieur and Florencio Zoido-Naranjo. Scopo di questo gruppo di lavoro è stato realizzare un confronto fra i paesi europei in modo da chiarire la diversa concezione del paesaggio e per formare un quadro complessivo delle normative e delle pratiche sul paesaggio. Da questo lavoro, si è proceduti ad un confronto con le altre convenzioni e trattati internazionali legati alla conservazione del patrimonio culturale e naturale che ha portato alla realizzazione di una bozza, presentata al Comitato dei Ministri a Firenze nel 1998, a cui è seguita la redazione del documento definitivo.
La Convenzione Europea del Paesaggio è stata firmata a Firenze il 20 ottobre 2000 da 19 paesi (Belgio, Bulgaria, Croazia, Danimarca, Finlandia, Francia, Grecia, Italia, Lituania, Lussemburgo, Malta, Moldavia, Norvegia, Portogallo, Romania, San Marino, Spagna, Svizzera e Turchia) ed è entrata in vigore il 1 marzo 2004, dopo essere stata ratificata dai primi dieci stati.
Il 20 ottobre, giorno dell'apertura alle firme della Convenzione Europea del Paesaggio, è diventato "Giornata Internazionale del Paesaggio".

## Paesi aderenti
A giugno 2022 la Convenzione Europea del Paesaggio risulta firmata e ratificata da 40 paesi: Andorra, Armenia, Azerbaijan, Belgio, Bosnia ed Erzegovina, Bulgaria, Croazia, Cipro, Repubblica Ceca, Danimarca, Estonia, Finlandia, Francia, Georgia, Grecia, Islanda, Irlanda, Italia, Lettonia, Lituania, Lussemburgo, Macedonia del Nord, Moldavia, Montenegro, Norvegia, Paesi Bassi, Polonia, Portogallo,  Romania, San Marino, Serbia, Slovenia, Spagna, Svezia, Svizzera, Turchia, Ucraina e Regno Unito.
Malta dopo aver firmato la Convenzione Europea del Paesaggio non ha proceduto alla ratifica della stessa, mentre non hanno aderito Albania, Austria, Germania, Liechtenstein e Principato di Monaco.
L'Italia è fra i firmatari originari ed ha ratificato la Convenzione Europea del Paesaggio con la legge n.14 del 9 gennaio 2006.

## Struttura
La Convenzione Europea del Paesaggio è suddivisa in un preambolo e quattro capitoli, i quali contengono in totale 18 articoli. Il testo completo è consultabile sul sito del Consiglio d'Europa. Le lingue ufficiali in cui è scritta la Convenzione sono inglese e francese, ma sono disponibili le traduzioni in lingua russa, tedesca e italiana.
Il testo è stato emendato nel 2019 modificando i riferimenti alla Comunità Europea in Unione Europea, come previsto dal Trattato di Lisbona del 2009.
| capitoli                            | articoli | titolo                                         | contenuti in breve |
| ----------------------------------- | -------- | ---------------------------------------------- | --- |
| Preambolo                           |          |                                                | Il paesaggio viene riconosciuto come elemento fondamentale del patrimonio culturale e naturale d'Europa. Allo stesso modo è un fattore molto importante per la qualità della vita delle popolazioni, in ogni sua declinazione, ed è necessario provvedere alla sua tutela, gestione e pianificazione in ottica di sostenibilità nella sua accezione più ampia e con l'obiettivo di permettere alle popolazioni di godere di paesaggi "di qualità". |
| Capitolo I Disposizioni Generali    | art. 1   | Definizioni                                    | Contiene le definizioni di paesaggio, politiche di paesaggio, obiettivo di qualità paesaggistica, tutela, gestione e pianificazione dei paesaggi, come intese nel resto del documento. |
| Capitolo I Disposizioni Generali    | art. 2   | Campo di applicazione                          | Il concetto di paesaggio si amplia all'intero territorio, ed è applicabile a spazi naturali, rurali, urbani e periurbani. può essere applicato ai paesaggi eccezionali, quotidiani e degradati. |
| Capitolo I Disposizioni Generali    | art. 3   | Obiettivi                                      | Promozione della tutela, gestione e pianificazione dei paesaggi e favorire la cooperazione europea nel settore. |
| Capitolo II Provvedimenti Nazionali | art. 4   | Ripartizione delle competenze                  | Riconoscimento della ripartizione delle competenze in base agli ordinamenti statali, facendo presente l'importanza del coinvolgimento delle comunità locali. |
| Capitolo II Provvedimenti Nazionali | art. 5   | Provvedimenti generali                         | Individua l'impegno a: riconoscere giuridicamente il paesaggio come componente essenziale per il contesto di vita delle popolazioni; stabilire e attuare politiche di paesaggio per la tutela, gestione e pianificazione; procedure di partecipazione del pubblico, delle autorità locali e delle comunità; integrare il paesaggio nella pianificazione urbanistica, culturale, ambientale, agricola, sociale ed economica.                        |
| Capitolo II Provvedimenti Nazionali | art. 6   | Misure specifiche                              | Individuare azioni volte ad implementare la sensibilizzazione, la formazione ed educazione, l'identificazione, la valutazione, gli obiettivi di qualità paesaggistica e la loro applicazione. |
| Capitolo III Cooperazione europea   | art. 7   | Politiche e programmi internazionali           | Cooperare in merito alla dimensione di paesaggio nelle politiche e nei programmi internazionali. |
| Capitolo III Cooperazione europea   | art. 8   | Assistenza reciproca e scambio di informazioni | Impegno a rafforzare l'efficacia dei provvedimenti con reciproca assistenza tecnica e scientifica, con lo scambio di esperienze, attività di ricerca, confronto fra specialisti e scambio di informazioni. |
| Capitolo III Cooperazione europea   | art. 9   | Paesaggi transfrontalieri                      | Incoraggiare la cooperazione transfrontaliera e livello locale e regionale anche con programmi comuni di valorizzazione del paesaggio. |
| Capitolo III Cooperazione europea   | art. 10  | Controllo dell'applicazione della Convenzione  | Il controllo dell'applicazione della Convenzione spetta a Comitati di esperti, comunicazione con rapporti degli esiti delle riunioni sui lavori e sul funzionamento della Convenzione, e che redigono i criteri per assegnazione e regolamento del Premio del Paesaggio del Consiglio d'Europa. |
| Capitolo III Cooperazione europea   | art. 11  | Premio del Paesaggio del Consiglio d'Europa    | Istituzione del Premio del Paesaggio del Consiglio d'Europa per azioni di salvaguardia, gestione, pianificazione sostenibile dei loro paesaggi con un'efficacia durevole, da assegnare ad enti territoriali che siano da modello per altri enti territoriali Europei. |
| Capitolo IV Clausole finali         | art. 12  | Relazioni con altri strumenti giuridici        | Disposizioni che non impediscono disposizioni più severe a livello nazionale o internazionale sul paesaggio. |
| Capitolo IV Clausole finali         | art. 13  | Firma, ratifica, entrata in vigore             | Descrizione della procedura di firma, ratifica ed entrata in vigore della Convenzione. |
| Capitolo IV Clausole finali         | art. 14  | Adesione                                       | Descrizione della procedura di adesione alla Convenzione. |
| Capitolo IV Clausole finali         | art. 15  | Applicazione territoriale                      | Possibilità di designare il territorio o i territori di applicazione della Convenzione da parte degli Stati. |
| Capitolo IV Clausole finali         | art. 16  | Denuncia                                       | Modalità di denuncia della Convenzione. |
| Capitolo IV Clausole finali         | art. 17  | Emendamenti                                    | Descrizione della procedura per la proposta ed approvazione di emendamenti alla Convenzione. |
| Capitolo IV Clausole finali         | art. 18  | Notifiche                                      | Elenco delle notifiche previste dal Segretario Generale del Consiglio di Europa agli stati membri. |

## Innovazioni presenti nella Convenzione europea del paesaggio

### Il concetto di "paesaggio" - percezione - categorie di paesaggio e metodologie
(Convenzione Europea del Paesaggio, versione italiana, Capitolo 1, art. 1 lettera a)

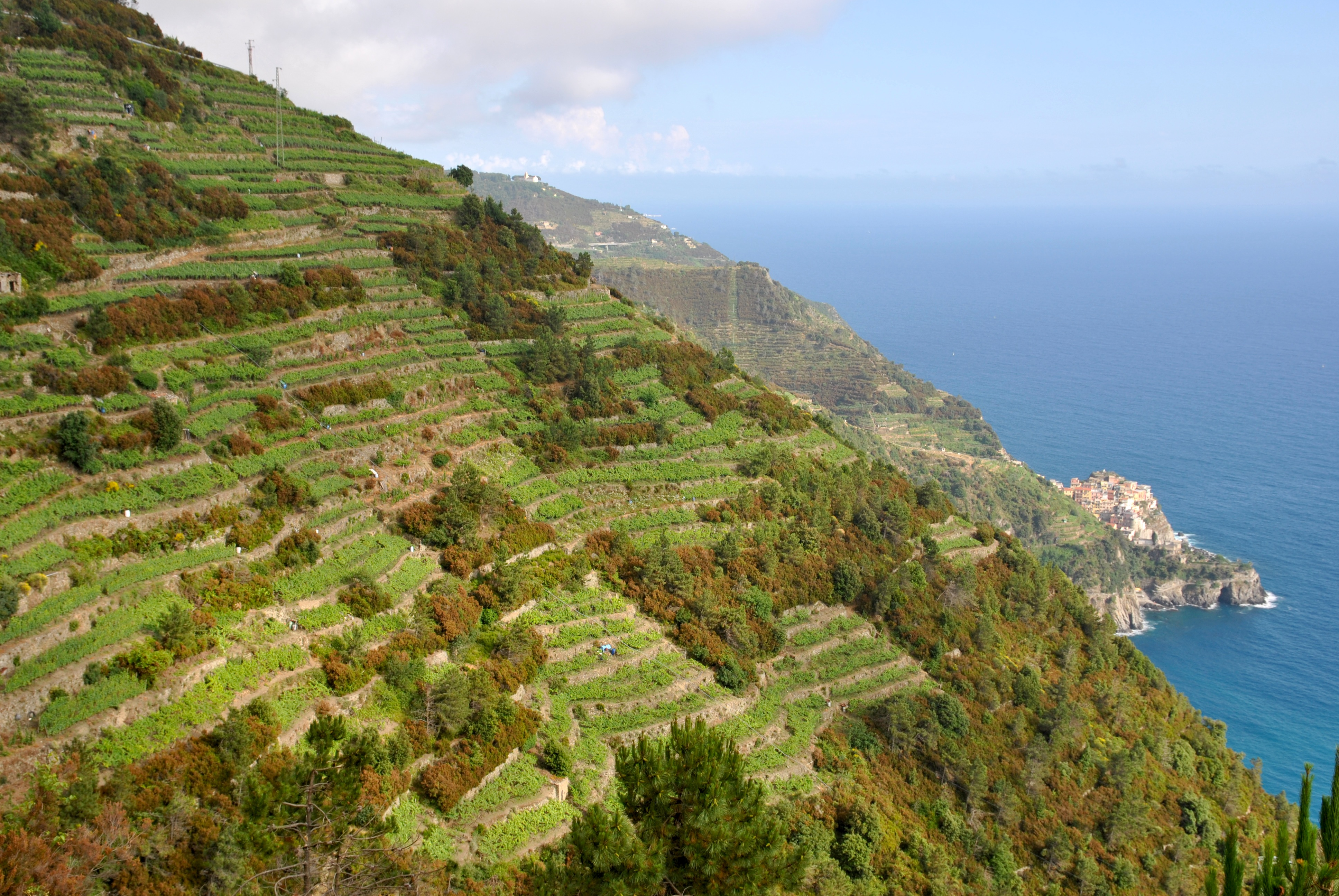
Esempio di paesaggio straordinario - Sito UNESCO delle Cinque Terre (Italia)

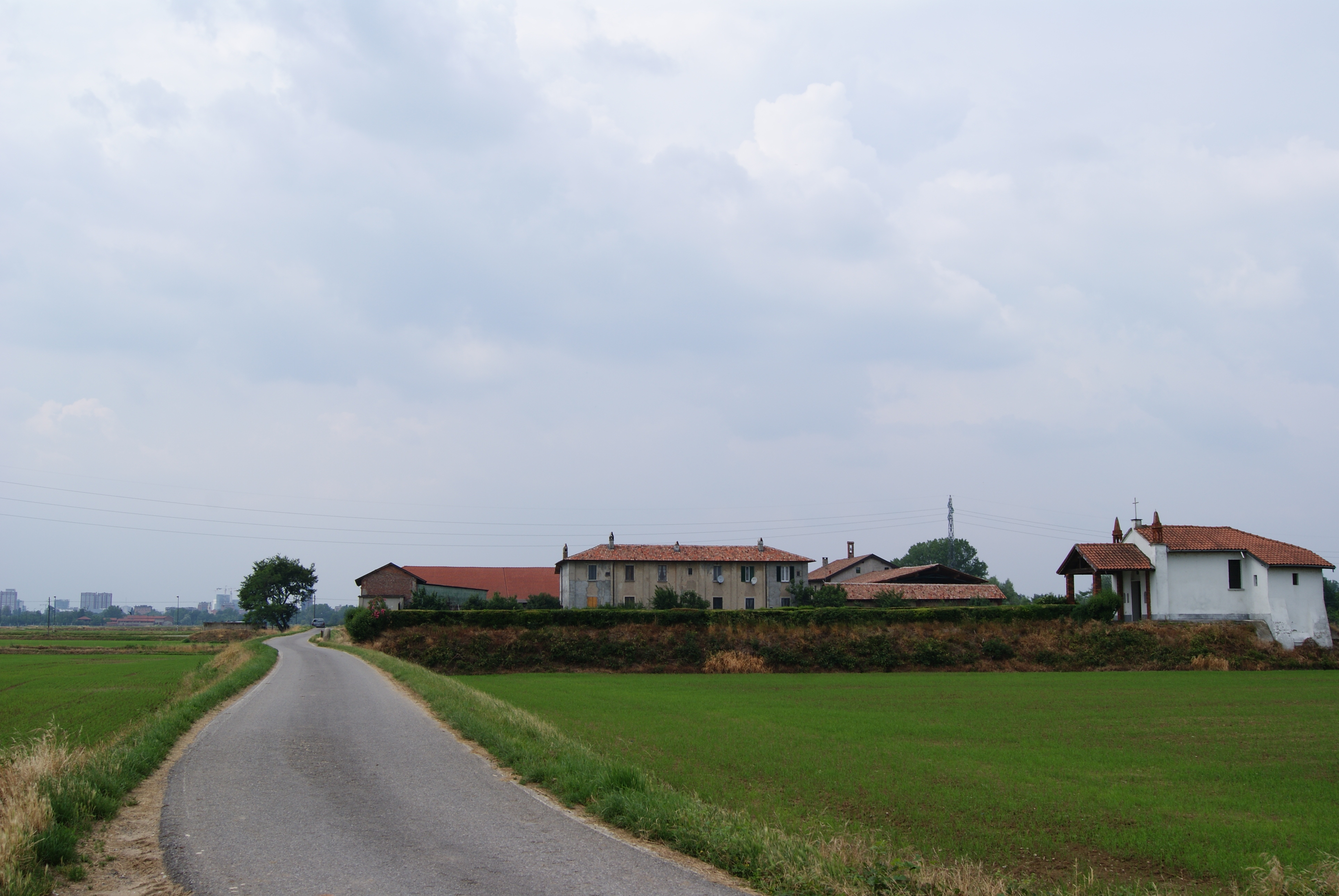
Esempio di paesaggio ordinario o quotidiano - Parco Agricolo Sud Milano

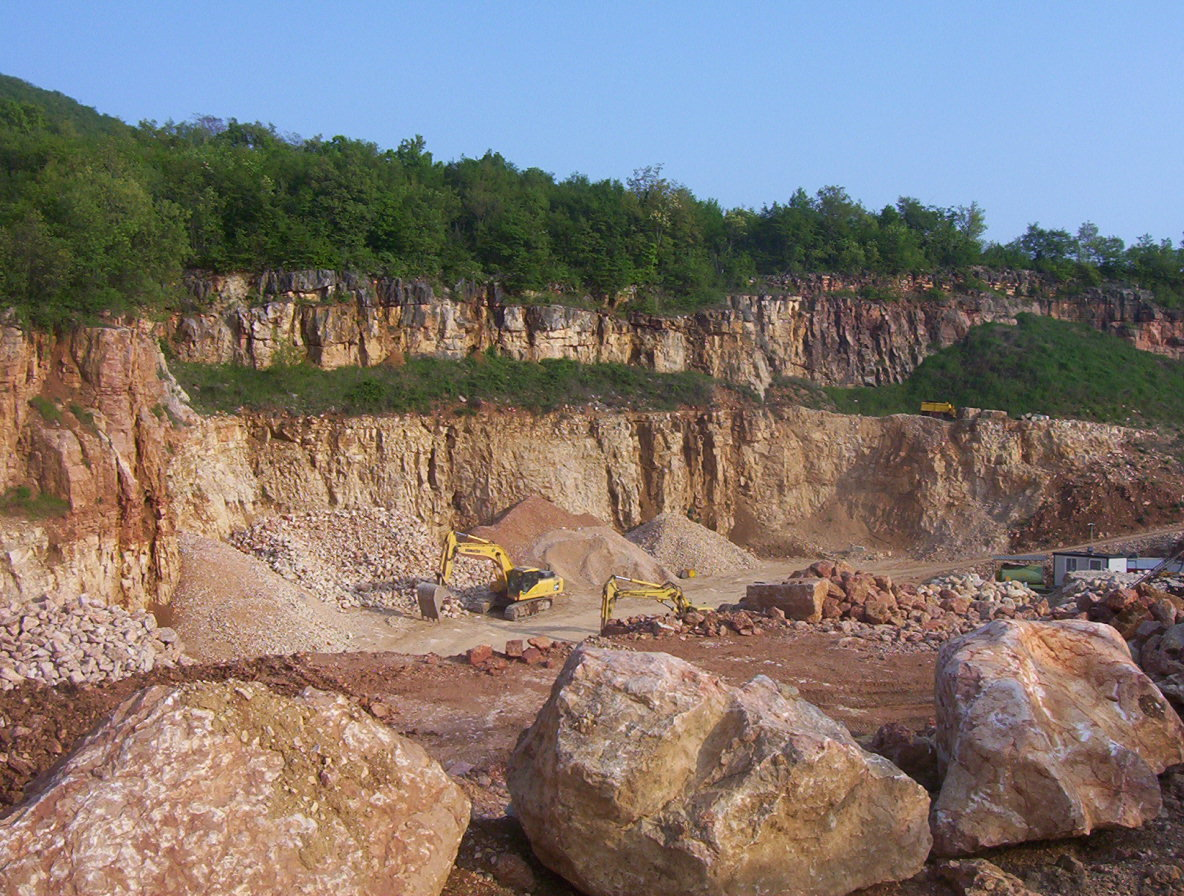
Esempio di paesaggio degradato - Cave di marmo in Valpolicella.

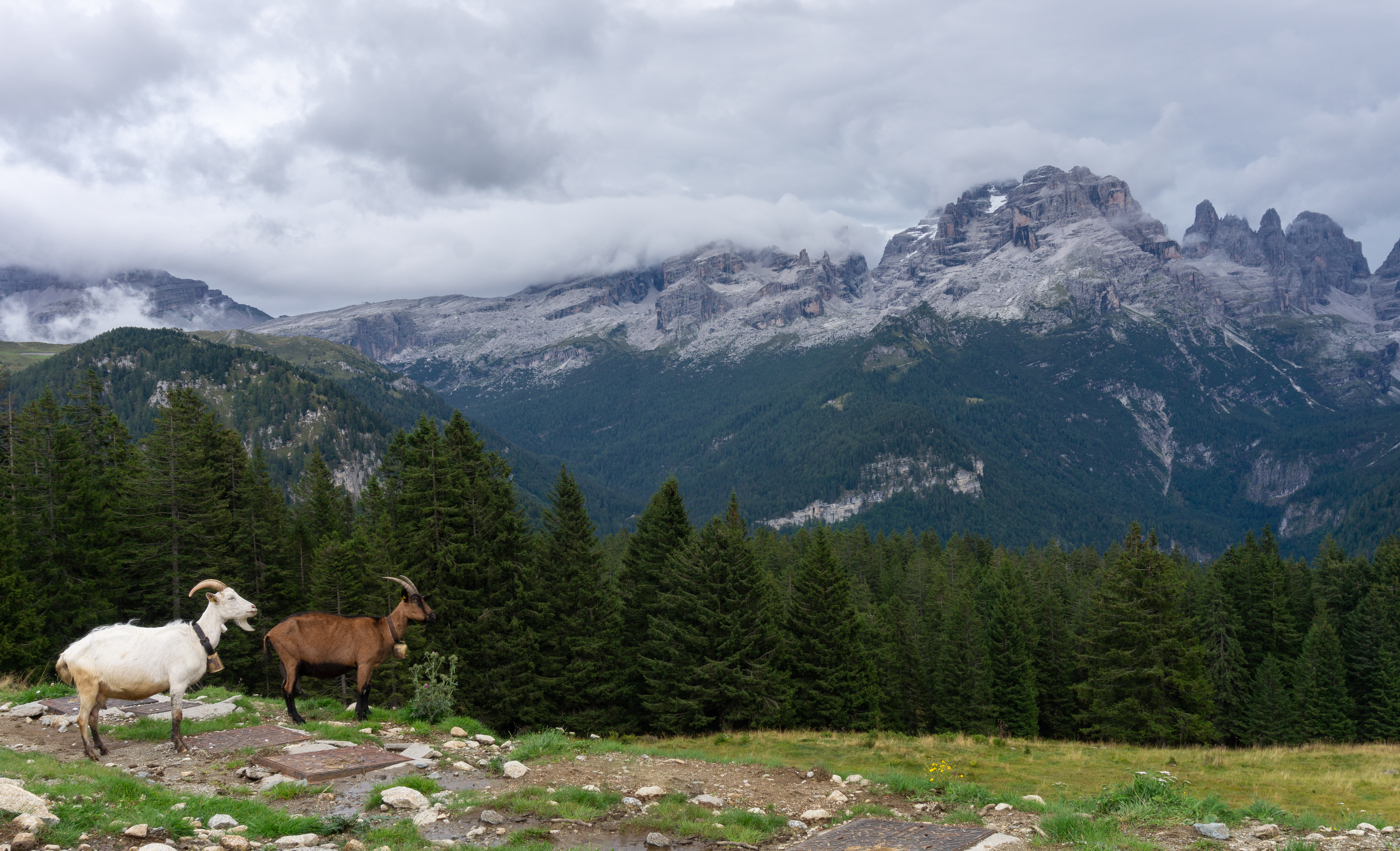
Esempio di paesaggio naturale: Parco dell'Adamello

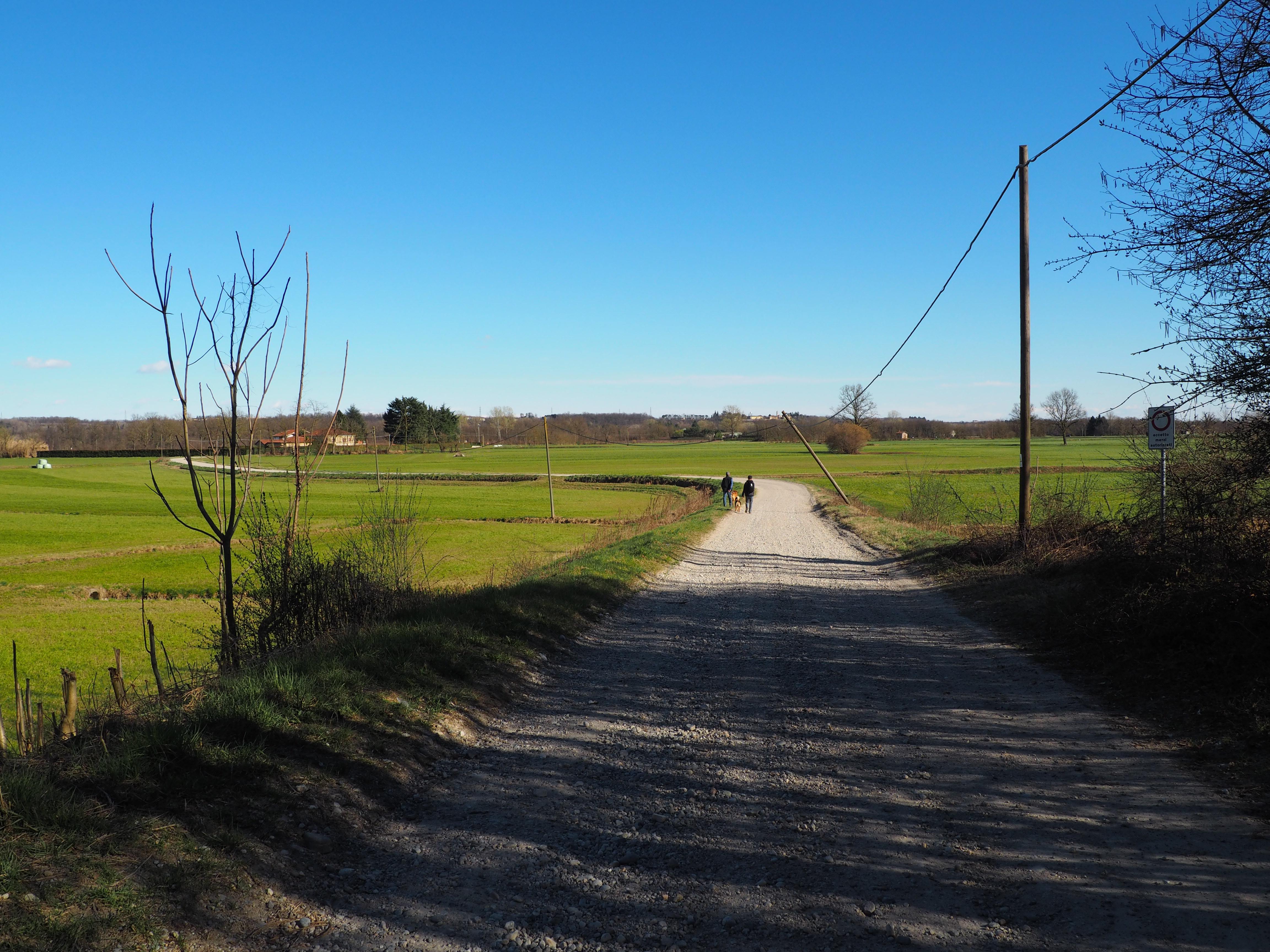
Esempio di paesaggio rurale: parco del Ticino, Oleggio

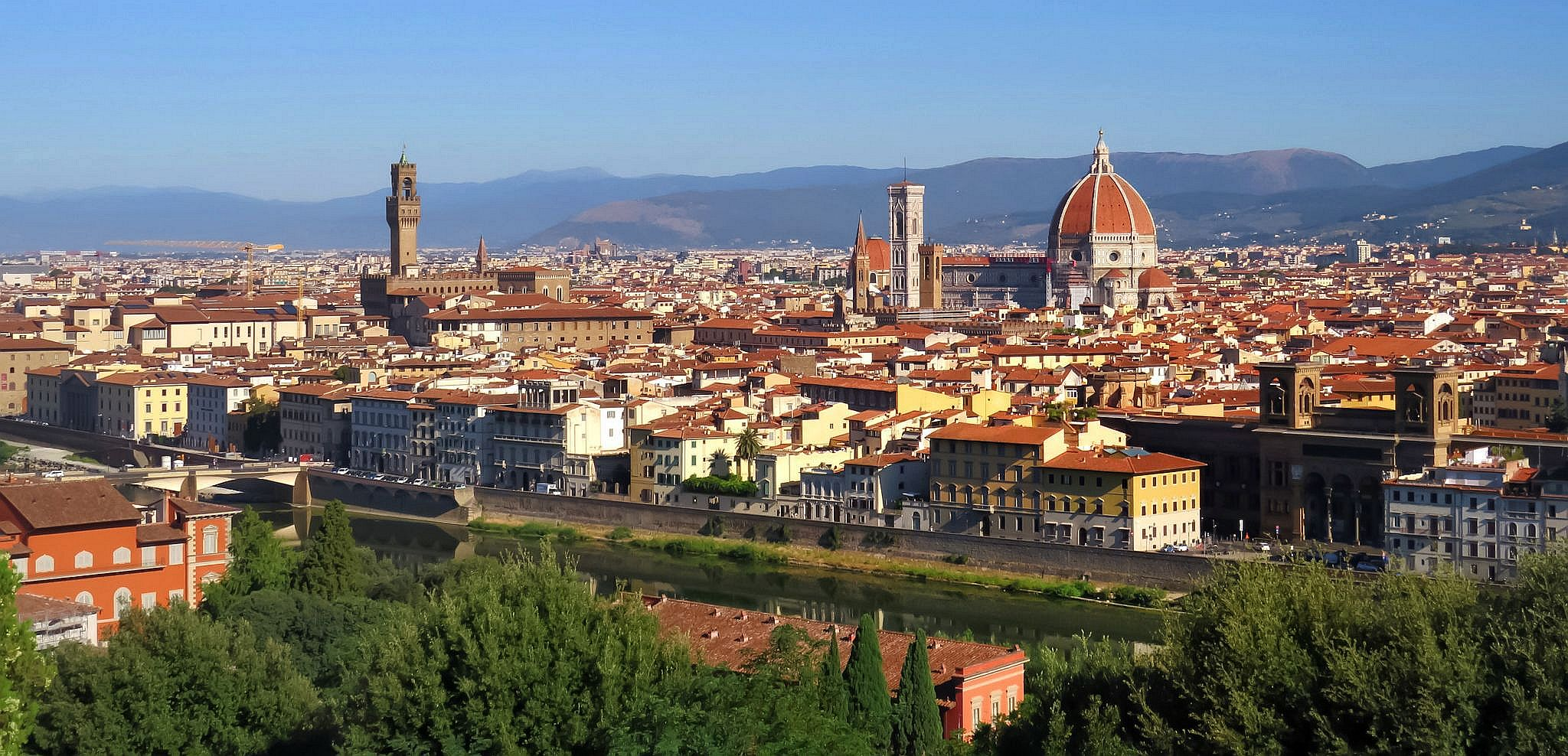
Esempio di paesaggio urbano: centro storico di Firenze.

Fra gli aspetti più importanti della Convenzione vi è quella dell'estensione del concetto di paesaggio (art. 1), superando la concezione estetica o di bella veduta, propria dell'interpretazione della prima metà del Novecento. Le caratteristiche che individuano un paesaggio derivano dalla combinazione di fattori naturali (forma e tipologia del terreno, regime delle acque, flora e fauna) con fattori umani (strutture insediative, forme di uso del suolo e di coltivazioni) e dai valori culturali presenti in quella specifica comunità. La Convenzione evidenzia anche l'importanza della percezione del paesaggio, che è legata non solo a quella visiva e sensoriale, ma anche a quella culturale, che influisce sull'interpretazione che viene data al paesaggio e sul riconoscimento dei suoi elementi caratteristici. La Convenzione pone anche l'accento sul significato di "salvaguardia", "gestione" e "pianificazione" dei paesaggi, sottolineandone l'importanza per controllare i processi di trasformazione del paesaggio.
L'art. 2 supera un altro limite del paesaggio, se finora l'attenzione, specie della tutela, era verso quei paesaggi definiti come eccezionali, quali possono essere quelli dei siti UNESCO, la Convenzione pone l'attenzione su tutti i paesaggi europei: quelli eccezionali e anche quelli quotidiani, di tutti i giorni, che svolgono tuttavia un ruolo importante per la comunità che vi si riconosce. Non da ultimo anche i paesaggi degradati sono meritevoli di attenzione, e non come elementi da non considerare nella pianificazione, ma sono visti come spazi di cui può essere progettato un miglioramento delle qualità paesaggistiche. I paesaggi europei vengono suddivisi in alcune categorie: i paesaggi naturali, dove sono prevalenti le caratteristiche ambientali e di biodiversità, i paesaggi rurali, dove sono presenti molte attività connesse all'agricoltura con insediamenti minori, i paesaggi periurbani, dove l'espansione urbana viene a contatto con le aree agricole formando una struttura mista, e paesaggi urbani, caratterizzati dalla prevalenza di spazi costruiti e di attività antropiche. Non da ultimo vengono riconosciuti i paesaggi d'acqua, ovvero quelli delle acque interne, laghi e fiumi, e di quelli di mare od oceano, ognuno di essi coi propri caratteri specifici.
L'art. 6 individua strumenti e metodologie per raggiungere diversi scopi legati al paesaggio, ed in particolare con: azioni di sensibilizzazione della società e delle pubbliche amministrazioni; la formazione intesa sia verso figure di specialisti per la conoscenza ed intervento sul paesaggio, che quelle professionali e come attività di insegnamento nelle scuole e nelle università;  riconoscimento dei paesaggi, dove attraverso un opportuno processo di conoscenza vengano identificati i valori e le caratteristiche del paesaggio e quali siano le dinamiche di trasformazioni presenti, in modo da gestirle per permettere la conservazione del paesaggio.

### Linee guida per l'implementazione della Convenzione europea del paesaggio e glossario.
In seguito all'entrata in vigore della Convenzione ci si è resi conto dell'importanza di coordinare meglio le sue interpretazioni e di raccogliere le esperienze successive alla sua applicazione. Ciò ha portato nel 2008 alla realizzazione delle Linee guida per l'implementazione della Convenzione Europea del Paesaggio che forniscono una spiegazione dettagliata degli articoli della Convenzione.
Alle linee guida è seguita la pubblicazione nel 2011 un Glossario del sistema informativo della Convenzione europea del paesaggio, in lingua inglese, francese, polacco, portoghese e spagnola, con la spiegazione dei termini utilizzati in ambito della Convenzione, delle sue commissioni di lavoro e dei vari documenti realizzati, come strumento di supporto e divulgazione.

## Premio del Paesaggio del Consiglio d'Europa
Il Premio per il paesaggio del Consiglio d'Europa, previsto dall'art. 11, viene conferito ad enti regionali o locali o loro consorzi, che abbiano attuato politiche di tutela, gestione, pianificazione dei loro paesaggi e che dimostrano un'efficacia durevole e che possano essere presi a modello ed esempio dagli altri enti locali e regionali aderenti alla Convenzione.
Il Premio ha cadenza biennale, ogni stato firmatario seleziona in ambito nazionale un progetto da presentare come candidatura del proprio Paese che viene inviata al Segretariato generale del Consiglio d'Europa. Il Premio viene assegnato dal Comitato dei Ministri, in base alle proposte di una Giuria e del Comitato direttivo del Consiglio d'Europa.

### Vincitori del Premio del Paesaggio del Consiglio d'Europa[16]
| anno | edizione | ente vincitore | progetto                                                                                        |
| ---- | -------- | --- | ----------------------------------------------------------------------------------------------- |
| 2009 | 1        | Lille Métropole, Francia. | Parc de la Deûle.                                                                               |
| 2011 | 2        | Comune di Carbonia, Italia. | The Carbonia project: the landscape machine.                                                    |
| 2013 | 3        | Lower Silesian Association of Landscape Parks (Polonia) | Preservare i valori ecologici nel paesaggio della valle del fiume Szprotawa.                    |
| 2015 | 4        | Enti di governo locale, Associazione Greenways Methodological e Associazione Sentiero della Cortina di Ferro, Ungheria e comunità della Regione Hetès, Slovenia. | Cooperazione senza frontiere di comunità locali per il paesaggio culturale di “Fabulous-Hétes”. |
| 2017 | 5        | Comune di Daugavpils, Lettonia. | Rigenerazione della Fortezza di Daugavpils per la tutela di beni storici e culturali.           |
| 2019 | 6        | Repubblica e Cantone di Ginevra, Svizzera. | Rinaturalizzazione del fiume Aire.                                                              |
| 2021 | 7        | Fondazione della Misericordia Maggiore di Bergamo, Italia. | Biodiversità negli spazi urbani. Bergamo e la Valle d'Astino.                                   |

## Applicazione della Convenzione Europea del Paesaggio in Italia

### Riforma del Codice dei Beni Culturali e del Paesaggio del 2008
In Italia la ratifica della Convenzione è avvenuta con la legge 14 del 9 gennaio 2006. In seguito il Codice dei Beni Culturali e del Paesaggio è stato modificato con il D.lgs del 24 marzo 2006 n. 157 e il D.lgs del 26 marzo 2008, n. 63. Con questi decreti viene modificata la definizione di paesaggio (art. 131), viene evidenziata la cooperazione con la comunità internazionale per la tutela e la valorizzazione del paesaggio (art. 132) e viene modificata la disciplina di pianificazione paesaggistica (art.135 e 136) e dei contenuti richiesti per la stesura del piano paesaggistico (art.143) ed altri aspetti legati alla tutela e alle procedure amministrative.
1. Per paesaggio si intende il territorio espressivo di identità, il cui carattere deriva dall'azione di fattori naturali, umani e dalle loro interrelazioni. 
2. Il presente Codice tutela il paesaggio relativamente a quegli aspetti e caratteri che costituiscono rappresentazione materiale e visibile dell'identità nazionale, in quanto espressione di valori culturali.»
(Codice dei Beni Culturali e del Paesaggio)
Il contributo della Convenzione nella normativa italiana è evidenziato dal superamento di una concezione prevalente estetica del concetto di "bene paesaggistico", sostituito con un'idea di paesaggio come "sistema complesso". In questa nuova concezione, i caratteri che identificano e rendono riconoscibile un paesaggio, sono formati dalla componente naturale e dalle azioni fatte dall'uomo per modellarlo. A questa riconoscibilità "fisica" si associano i valori culturali, che diventano importanti rispetto alle comunità che vi abitano, in quanto fondamento della loro identità. Per questo motivo diventa importante il ruolo della pianificazione di Paesaggio, attenta non solo ai paesaggi eccezionali, o quelli sottoposti direttamente a tutela, ma anche a quei paesaggi ordinari, propri del vivere comune.

### Istituzione della Giornata Nazionale del Paesaggio e del Premio Nazionale per il Paesaggio
Per dare attuazione e rafforzare l'attività di sensibilizzazione sui temi del paesaggio, come previsto anche dalla Convenzione, il DM 457 del 7 Ottobre 2016, (art. 1) istituisce nel giorno 14 marzo di ogni anno la Giornata Nazionale del Paesaggio, che è dedicata alla promozione della cultura del Paesaggio, in collaborazione fra il Ministero della Cultura e gli altri enti territoriali.
Nello stesso Decreto (art. 2) è stato istituito il Premio nazionale per il paesaggio in Italia, che viene assegnato con cadenza biennale, con la finalità di elaborare politiche per il paesaggio che ne riguardino la conoscenza, la formazione, la fruizione, la promozione e la riqualificazione. Il vincitore del Premio Nazionale per il Paesaggio viene presentato come candidatura nazionale italiana per il Premio del Paesaggio del Consiglio d'Europa.

## Relazioni con altre Convenzioni e documenti internazionali
La Convenzione Europea del Paesaggio si relaziona ad altri trattati internazionali che hanno lo scopo di tutelare, proteggere e gestire il Patrimonio culturale e naturale del Mondo. I principali documenti ad essa collegabili sono:
- Convenzione sul Patrimonio mondiale dell'Umanità, UNESCO (Parigi, 1972)[22]
- Convenzione per la conservazione della vita selvatica e dell'ambiente naturale in Europa, Consiglio d'Europa (Berna, 1979)[23]
- Convenzione per la salvaguardia del patrimonio architettonico dell’Europa, Consiglio d'Europa (Granada, 1985)[24]
- Convenzione europea per la protezione del patrimonio archeologico (riveduta), Consiglio d'Europa (La Valletta, 1992)[25]
- Convenzione per la salvaguardia del patrimonio culturale immateriale, UNESCO (Parigi, 2003)[26]
- Convenzione europea sul valore del patrimonio culturale per la società, Consiglio d'Europa (Faro, 2005)[27]

In seguito all'adozione della Convenzione Europea del Paesaggio, sono stati elaborati alcuni documenti dedicati a specifiche categorie di paesaggio, quali:
- Raccomandazioni UNESCO sul Paesaggio Storico Urbano (2011)[28]
- Principi comuni ICOMOS-TICCIH per la conservazione di siti, edifici, aree e paesaggi del patrimonio industriale (2011)[29]
- Principi ICOMOS-IFLA riguardanti i paesaggi rurali come patrimonio (2017)[30]